# NRP Almirante Schultz (A521)
O NRP Almirante Schultz (1929-1970) foi o primeiro navio balizador da Direcção de Faróis da Armada Portuguesa. Entrou ao serviço em 1929 e recebeu o nome em homenagem ao contra-almirante Júlio Zeferino Schultz Xavier, o engenheiro hidrógrafo que na primeira década do século XX reorganizou os faróis em Portugal.
O navio foi instrumental na construção do farol das Formigas nos Açores. Foi abatido em 1970, mas o nome continuou no navio que o veio substituir, o NRP Schultz Xavier, acrescentado ao efectivo da Armada em Junho de 1972. Ambos os navios partilham o mesmo número de amura: A 521.